# 梅克伦堡-前波美拉尼亚州旗
梅克伦堡-前波美拉尼亚州旗在1990年時曾有五個草案，但都被否決。現在的梅克伦堡-前波美拉尼亚州旗是由一位邦議員設計的，自上而下是藍、白、黃、白、紅色條紋，中間有象徵兩地的徽章。長寬比例為3:5。